# Liste der Stolpersteine in Schöneiche bei Berlin

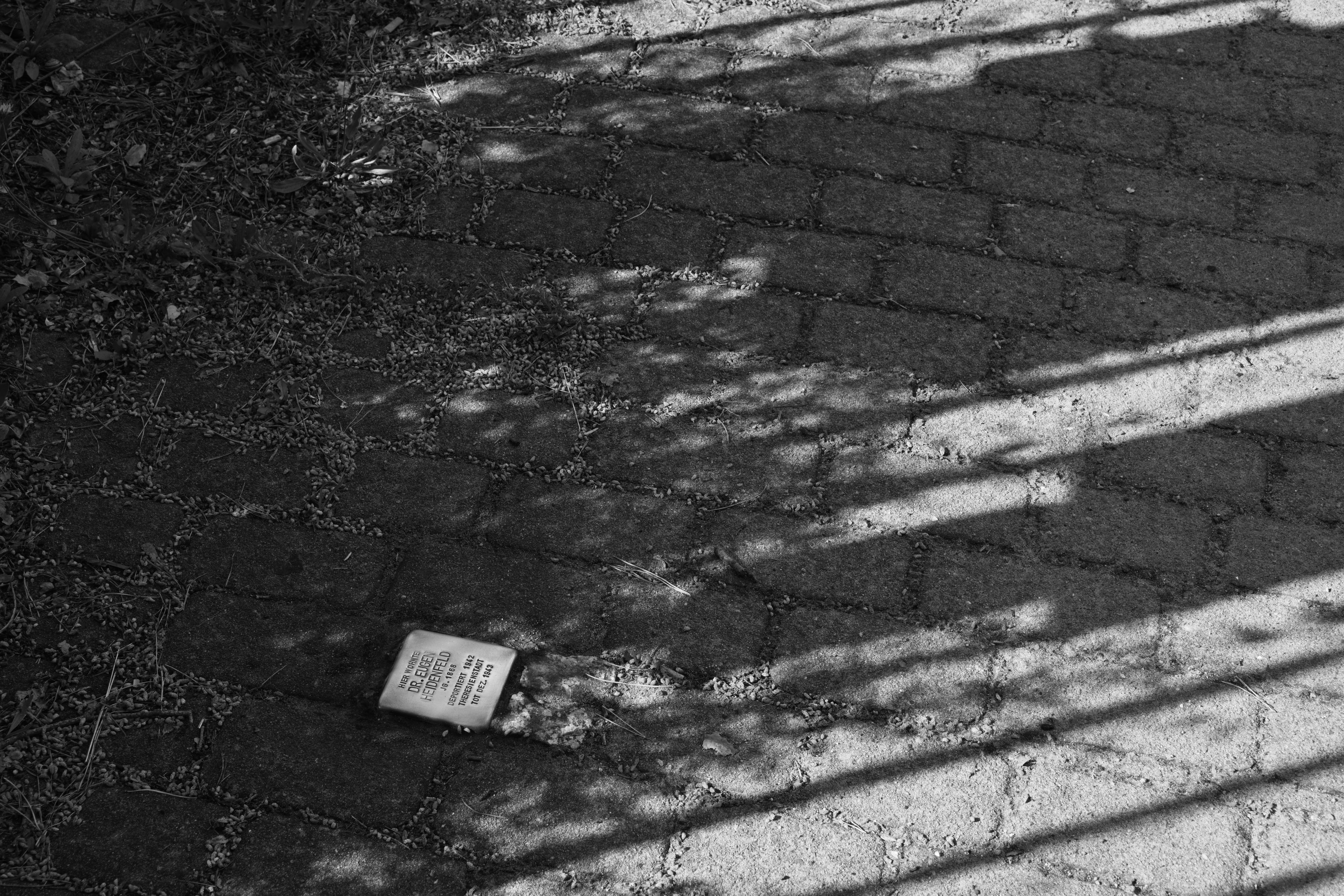
Stolperstein in der Friedrichshagener Straße

Die Liste der Stolpersteine in Schöneiche bei Berlin führt die vom Künstler Gunter Demnig verlegten Stolpersteine in der brandenburgischen Gemeinde Schöneiche bei Berlin auf, die an das Schicksal der Menschen erinnern, die in der Zeit des Nationalsozialismus ermordet, deportiert, vertrieben oder in den Suizid getrieben wurden.
Die erste Verlegung fand am 10. Mai 2006 statt, als Demnig fünf Steine an einer Adresse verlegte. Dies geschah auf die Initiative einer Gruppe hin bestehend aus Jani Pietsch, deren Ergebnisse einer langjährigen Recherche zum Schicksal jüdischer Schöneicher den Anstoß gab, sowie der Pfarrerin Kerstin Lütke und der Umweltbeauftragten Gudrun Lübeck. Es folgten am 30. September 2006 fünf Steine an zwei Adressen, am 19. Juli 2007 zwei Steine an zwei Adressen sowie die bisher letzte und größte Verlegung in Schöneiche bei Berlin, als an fünf Adressen zehn Steine verlegt wurden. Insgesamt verlegte Demnig 22 Stolpersteine in Schöneiche bei Berlin.

## Liste der Stolpersteine
In Schöneiche bei Berlin wurden 22 Stolpersteine an zehn Adressen verlegt.
| Stolperstein | Inschrift | Verlegeort                   | Name, Leben |
| ------------ | --- | ---------------------------- | --- |
|              | HIER WOHNTE RUTH HELGA BALINT GEB. NEUMANN JG. 1926 KINDERTRANSPORT 6.6.1939 ÜBERLEBT IN ENGLAND              | Eichenstraße 24 und 26       | Ruth Helga Balint geb. Neumann wurde 1926 geboren. Sie überlebte in England.                                                                                                  |
|              | HIER WOHNTE BETTY BARANSKI GEB. JASTROWITZ JG. 1869 DEPORTIERT 1942 THERESIENSTADT TOT 8.4.1943               | Eichenstraße 24 und 26       | Betty Baranski geb. Jastrowitz wurde am 6. März 1869 in Berlin geboren. Sie wurde am 28. Oktober 1942 nach Theresienstadt deportiert, wo sie am 5. August 1943 ums Leben kam. |
|              | HIER WOHNTE HERMANN BARANSKI JG. 1873 DEPORTIERT 1942 THERESIENSTADT TOT 5.8.1943                             | Eichenstraße 24 und 26       | Hermann Baranski wurde 1873 geboren. Er ist am 8. April 1943 in Theresienstadt ums Leben gekommen.                                                                            |
|              | HIER WOHNTE GERTRUD DOEBLIN GEB. SCHMIDT JG. 1903 GEDEMÜTIGT / ENTRECHTET ÜBERLEBT                            | Mozartstraße 4               | Gertrud Doeblin geb. Schmidt wurde 1903 geboren. Sie konnte überleben. |
|              | HIER WOHNTE HERMANN DOEBLIN JG. 1896 GEDEMÜTIGT / ENTRECHTET VERHAFTET 27.2.1943 ÜBERLEBT                     | Mozartstraße 4               | Hermann Doeblin wurde 1896 in Berlin geboren. Er konnte überleben. |
|              | HIER WOHNTE DR. EGON HEIDENFELD JG. 1868 DEPORTIERT 1942 THERESIENSTADT TOT DEZ. 1943                         | Friedrichshagener Straße 40  | Dr. Eugen Heidenfeld wurde 1868 geboren. Er ist am 27. Dezember 1943 in Theresienstadt ums Leben gekommen.                                                                    |
|              | HIER WOHNTE FRIEDA KRONER GEB. WEINKELLER JG. 1887 DEPORTIERT 1942 RIGA ERMORDET 1943 IN AUSCHWITZ            | Platanenstraße 41            | Frieda Kroner geb. Weinkeller wurde 1887 geboren. Sie wurde 1943 in Auschwitz ermordet.                                                                                       |
|              | HIER WOHNTE ILSE LEONI KRONER JG. 1909 FLUCHT 1938 PRAG - PARIS - LONDON ÜBERLEBT                             | Platanenstraße 41            | Ilse Leoni Kroner wurde 1909 geboren. Sie floh 1933 über Prag und Paris nach London und konnte überleben.                                                                     |
|              | HIER WOHNTE SIEGFRIED KRONER JG. 1878 DEPORTIERT 1942 RIGA ERSCHOSSEN 22.10.1942                              | Platanenstraße 41            | Siegfried Kroner wurde 1878 geboren. Er wurde am 22. Oktober 1942 in Riga erschossen.                                                                                         |
|              | HIER WOHNTE MARGARETE KLARA LEVY GEB. STERN JG. 1899 GEDEMÜTIGT / ENTRECHTET FLUCHT 1939 ENGLAND ÜBERLEBT     | Friedrichshagener Straße 32  | Margarete Klara Levy geb. Stern wurde 1899 geboren. Sie floh 1939 nach England, überlebte, starb 1967.                                                                        |
|              | HIER WOHNTE PHILIPP MAX LEVY JG. 1897 GEDEMÜTIGT / ENTRECHTET FLUCHT 1939 ENGLAND ÜBERLEBT                    | Friedrichshagener Straße 32  | Philipp Max Levy wurde 1897 geboren. Er floh 1939 nach England, überlebte, starb 1958.                                                                                        |
|              | HIER WOHNTE BRUNO NEUMANN JG. 1885 DEPORTIERT 1942 GHETTO WARSCHAU ERMORDET JULI 1942 TREBLINKA               | Eichenstraße 24 und 26       | Bruno Neumann wurde 1885 geboren. Er wurde im Juli 1942 im Vernichtungslager Treblinka ermordet.                                                                              |
|              | HIER WOHNTE EDITH NEUMANN GEB. BARANSKI JG. 1900 DEPORTIERT 1942 GHETTO WARSCHAU ERMORDET JULI 1942 TREBLINKA | Eichenstraße 24 und 26       | Edith Neumann geb. Baranski wurde 1900 geboren. Sie wurde im Juli 1942 im Vernichtungslager Treblinka ermordet.                                                               |
|              | HIER WOHNTE ADOLF PETERS JG. 1884 DEPORTIERT 1942 TOT IM GHETTO WARSCHAU                                      | Geschwister-Scholl-Straße 13 | Adolf Peters wurde 1884 geboren. Er ist im Ghetto Warschau ums Leben gekommen.                                                                                                |
|              | HIER WOHNTE HILDE PETERS JG. 1924 FLUCHT 1939 PALÄSTINA ÜBERLEBT                                              | Geschwister-Scholl-Straße 13 | Hilde Peters wurde 1924 geboren. Sie floh 1939 nach Palästina und konnte überleben.                                                                                           |
|              | HIER WOHNTE IDA PETERS GEB. SIMON JG. 1888 DEPORTIERT 1942 TOT IM GHETTO WARSCHAU                             | Geschwister-Scholl-Straße 13 | Ida Peters geb. Simon wurde 1888 geboren. Sie ist am 12. April 1943 im Ghetto Warschau ums Leben gebracht worden.                                                             |
|              | HIER WOHNTE SUSANNE RITSCHER GEB. LOEWENTHAL JG. 1886 VERSTECKT IN SÜDDEUTSCHLAND ÜBERLEBT                    | Goethestraße 41              | Susanne Ritscher geb. Loewenthal wurde 1886 geboren. Sie versteckte sich in Süddeutschland, überlebte und starb 1975.                                                         |
|              | HIER WOHNTE CECILIE RUDNIK GEB. KLEIN VERW. SCHWARZ JG. 1874 IN BERLIN VERSTECKT ÜBERLEBT                     | Am Erlengrund 6              | Cecilie Rudnik geb. Klein verw. Schwarz wurde 1874 geboren. Sie versteckte sich in Berlin, überlebte, starb 1953.                                                             |
|              | HIER WOHNTE KASPAR STUDINSKI JG. 1881 DEPORTIERT 1941 MINSK ERSCHOSSEN 18.11.1941                             | Eichenstraße 12              | Kaspar Studinski wurde 1881 geboren. Er wurde deportiert und am 18. November 1941 im Ghetto Minsk erschossen.                                                                 |
|              | HIER WOHNTE JENNY STUDINSKI GEB. SELIG JG. 1882 DEPORTIERT 1941 MINSK ERSCHOSSEN 18.11.1941                   | Eichenstraße 12              | Jenny Studinski geb. Selig wurde 1882 geboren. Sie wurde deportiert und am 18. November 1941 im Ghetto Minsk erschossen.                                                      |
|              | HIER WOHNTE ELSIE NELLY WOLFFHEIM GEB. NASS JG. 1882 GEDEMÜTIGT / ENTRECHTET ÜBERLEBT                         | Friedrichshagener Straße 73  | Elsbeth Wolffheim geb. Nass, genannt Elsie Nelly, wurde 1882 geboren. Sie konnte überleben, starb 1951.                                                                       |
|              | HIER WOHNTE EUGEN WOLFFHEIM JG. 1884 GEDEMÜTIGT / ENTRECHTET FLUCHT 1939 SHANGHAI TOT 1940                    | Friedrichshagener Straße 73  | Eugen Wolffheim wurde 1884 geboren. Er floh 1939 nach Shanghai und starb am 26. Juli 1940.                                                                                    |

## Verlegedaten
- 10. Mai 2006: Eichenstraße 24 und 26
- 30. September 2006: Eichenstraße 12, Platanenstraße 41
- 19. Juli 2007: Am Erlengrund 6, Goethestraße 41
- 4. Juli 2008: Friedrichshagener Straße 32, 40 und 73, Geschwister-Scholl-Straße 13, Mozartstraße 4